# Valier (Illinois)
Pour les articles homonymes, voir Valier.
Valier est un village du comté de Franklin dans l'Illinois, aux États-Unis,. Situé à l'est du comté, il est incorporé le 15 octobre 1918.

## Démographie
Lors du recensement de 2010, le village comptait une population de 669 habitants. Elle est estimée, en 2016, à 652 habitants.

## Source de la traduction
- (en) Cet article est partiellement ou en totalité issu de l’article de Wikipédia en anglais intitulé « Valier, Illinois » (voir la liste des auteurs).